# Karl von Stremayr
Karl Anton Franz Ritter von Stremayr (ur. 30 października 1823 w Grazu, zm. 22 czerwca 1904 w Pottschach) – austriacki polityk lewicowy i prawnik, minister edukacji (1870–1871 i 1871–1878) i sprawiedliwości (1879–1880) oraz premier (1879) Austrii.

## Życiorys
Uczęszczał do benedyktyńskiego liceum. W latach 1840–1845 studiował prawo na Uniwersytecie w Grazu. W 1846 roku uzyskał stopień naukowy doktora. Następnie pracował do 1849 roku w prokuraturze w Grazu, zostając prokuratorem w 1850 roku.
W 1848 roku został wybrany na deputowanego Zgromadzenia Narodowego Związku Niemieckiego we Frankfurcie nad Menem, będąc najmłodszym posłem. Był związany z frakcją centrolewicową (tzw. „Württemberger Hof”). Od 1868 roku pracował w austriackim ministerstwie spraw wewnętrznych za rządów ministra Carla Giskry. W 1869 roku został posłem do austriackiej Rady Państwa. W 1870 roku został członkiem rządu Leopolda Hasnera von Arthy jako minister edukacji. Tekę tę zachował za rządów premiera Alfreda Józefa Potockiego (1870–1871). Doprowadził do uznania konkordatu z 1855 roku za nieważny. Ministrem edukacji został ponownie w rządzie Adolfa Carla Daniela von Auersperga (1871–1878). W 1879 roku został premierem rządu przejściowego. Po wyborach zastąpił go Eduard von Taaffe. Von Stremayr został wówczas ministrem sprawiedliwości w jego rządzie i funkcję tę pełnił do 1880 roku. W latach 1891–1899 był II Prezesem Sądu Najwyższego.
Kompozytor Anton Bruckner w 1876 roku zadedykował mu swoją Symfonię nr 5.

## Odznaczenia
Odznaczenia Karla von Stremayra to między innymi:
- Krzyż Wielki Orderu Leopolda
- Kawaler Orderu Korony Żelaznej I klasy
- Order Świętej Anny I klasy (Imperium Rosyjskie)